# Réglet (architecture)
Un réglet, en architecture, est un ornement de type moulure, pleine et à section rectangulaire. Sa largeur est sensiblement égale à la saillie. Si elle est sensiblement supérieure, il s'agit d'un bandeau plutôt que d'un réglet. 